# Halytschany (Lwiw)
Halytschany (ukrainisch Галичани; russisch Галичаны Galitschany, polnisch Haliczanów) ist ein Dorf in der westukrainischen Oblast Lwiw mit etwa 760 Einwohnern.
Am 12. Juni 2020 wurde das Dorf ein Teil der neu gegründeten Stadtgemeinde Horodok im Rajon Lwiw, bis dahin gehörte es mit dem Dorf Drosdowytschi (Дроздовичі) zur gleichnamigen Landratsgemeinde im Rajon Horodok.

## Geschichte
Der Ort wurde im Jahre 1473 als Haliczanow, distr. Leopol. und später als Halyczanow (1494), Haliczanow (1515, 1578, 1649) oder Haliczany (1661–1665) erwähnt. Der Name bezeichnet den Ort, der von Siedlern aus Halytsch gegründet wurde.
Er gehörte zunächst zum Lemberger Land in der Woiwodschaft Ruthenien der Adelsrepublik Polen-Litauen. Bei der Ersten Teilung Polens kam das Dorf 1772 zum neuen Königreich Galizien und Lodomerien des habsburgischen Kaiserreichs (ab 1804).

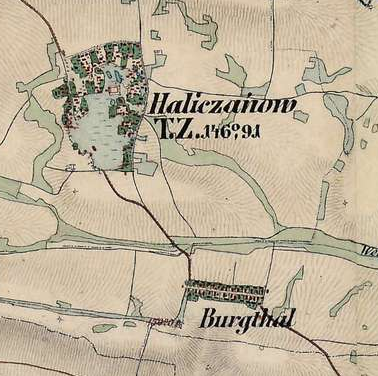
Haliczanów und Burgthal auf der Franziszeischen Landesaufnahme um die Mitte des 19. Jahrhunderts

Im Jahre 1900 hatte die Gemeinde Haliczanów 110 Häuser mit 615 Einwohnern, davon 599 ruthenischsprachig, 15 deutschsprachig, 1 polnischsprachig, 590 griechisch-katholisch, 11 römisch-katholisch, 9 Juden, 5 anderen Glaubens.
Nach dem Ende des Polnisch-Ukrainischen Kriegs 1919 kam die Gemeinde zu Polen. Im Jahre 1921 hatte die Gemeinde Haliczanów 128 Häuser mit 654 Einwohnern, davon 642 Ruthenen, 8 Polen, 4 Deutsche, 642 griechisch-katholisch, 8 römisch-katholisch, 4 evangelisch.
Im Zweiten Weltkrieg gehörte der Ort zuerst zur Sowjetunion und ab 1941 zum Generalgouvernement, ab 1945 wieder zur Sowjetunion, heute zur Ukraine.

### Burgthal
Im Jahre 1788 im Zuge der Josephinischen Kolonisation wurden auf dem Grund des Dorfes Drosdowytschi deutsche Kolonisten katholischer und lutherischer Konfession angesiedelt. Die Kolonie wurde Burgthal genannt und wurde eine unabhängige Gemeinde.
Im Jahre 1900 hatte die Gemeinde Burgthal 28 Häuser mit 204 Einwohnern, davon 185 polnischsprachig, 19 ruthenischsprachig, 172 römisch-katholisch, 25 griechisch-katholisch, 7 Juden.
Im Jahre 1921 hatte die Gemeinde Burgthal 25 Häuser mit 168 Einwohnern, davon 96 Deutsche, 42 Polen, 24 Ruthenen, 6 Juden (Nationalität), 137 römisch-katholisch, 25 griechisch-katholisch, 6 Juden.
Am 11. März 1939 wurde der Name auf Zamczysko geändert.
Die ehemalige Kolonie ist heute ein Weiler von Halytschany.